# South Donegal (circonscription britannique)
South Donegal est une circonscription électorale du Royaume-Uni de Grande-Bretagne et d'Irlande, de 1885 à 1922.